# گذرنامه لیبیایی

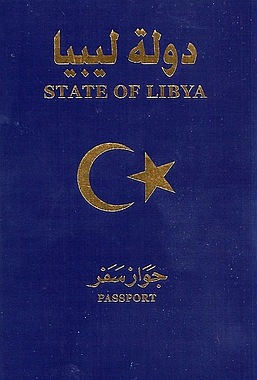
نمایی از یک‌نسخه گذرنامهٔ لیبیایی در سال ۲۰۱۴

گذرنامهٔ لیبیایی یک مدرک سفر بین‌المللی است که توسط کشور لیبی صادر می‌شود و بنا بر داده‌های سال ۲۰۲۳، دارندگان آن می‌توانستند به ۴۰ کشور دیگر بدون دریافت ویزا سفر کنند یا ویزا را در بدو ورود دریافت نمایند. این گذرنامه بر اساس رتبه‌بندی شاخص گذرنامهٔ هنلی در سال ۲۰۲۳ در رتبهٔ ۱۰۲ قرار داشت.